# О’Брайен, Мурроу, 1-й граф Томонд
Мурхад (Мурроу) Каррах мак Тойрделбайг О’Брайен (умер 7 ноября 1551) — последний король Томонда (1539—1551), 1-й граф Томонд и 1-й барон Инчикуин (1543—1551), сын Тойрделбаха Донна мак Тайдга О’Брайена, короля Томонда (1498—1528) и младший брат Конхобара мак Тойрделбайга О’Брайена, короля Томонда (1528—1539). Потомок верховного короля Ирландии и короля Мунстера Бриана Бору (ум. 1014).

## Биография
Сын Тойрделбаха (Турлоха) О’Брайена, короля Томонда (1498—1528), от второго брака с Рагнайт МакНамара, дочерью Джона МаНамара, вождя клана МакНамара. В 1528 году после смерти Тойрделбаха королевский престол Томонда унаследовал его старший сын Конхобар (Коннор) О’Брайен (1528—1539). У Коннора О’Брайена было два сына: Доноу (ум. 1553) и Доннел. В момент смерти Коннора его старший сын Доноу был несовершеннолетним. В 1539 году новым королём Томонда был избран Мурхад (Мурроу), младший брат Коннора, который отстранил от наследования своего племянника Доноу. Мурроу был женат на Элеоноре Фицджеральд, дочери англо-нормандского феодала Томаса Фицджеральда, рыцаря Глина.
Мурроу О’Брайен и его племянник Доноу О’Брайен, претендовавший на королевский титул, обратились к английскому королю. 1 июля 1543 года Мурроу О’Брайен принес ленную присягу на верность королю Англии Генриху VIII Тюдору (1509—1547). Английский король возвел Мурроу О’Брайена в звание пэра Ирландии, пожаловав ему титулы графа Томонда (с правом наследования для его племянника Доноу) и барона Инчикуина (с правом наследования на для его мужских потомков). Его племянник Доноу О’Брайен получил титул барона Ибракана и право наследования своему дяде Мурроу. Взамен Мурроу вынужден был отказаться от своего ирландского королевского титула, признавать английские обычаи и законы, платить дань английской короне, отказаться от римско-католической веры и перейти в англиканство.
В августе того же 1543 года Мурроу О’Брайен, 1-й граф Томонд, был включен в состав Тайного королевского совета.
7 ноября 1551 года Мурроу О’Брайен, граф Томонд скончался. Титул графа Томонда унаследовал его племянник Доноу О’Брайен (ум. 1553), а титул барона Инчикуина получил его старший сын Дермод О’Брайен (ум. 1557), а другой сын Тейг Мак Мурроу О’Брайен был первым шерифом Томонда в 1570—1571 годах.

## Дети
- Дермод МакМурроу О’Брайен (ум. 1557), 2-й барон Инчикуин (1551—1557)
- Тейг МакМурроу О’Брайен (ум. 1577)
- Доноу Макмурроу О’Брайен (ум. 1582)
- Турлох О’Брайен (ум. 1542)
- Хонора О’Брайен, стала женой сэра Рори Гилла Даффа О’Шонесси[англ.] (ум. 1569)
- Слэни О’Брайен (ум. 1569), 1-й муж — Патрик ФицМорис, 10-й барон Керри и Ликснау (ум. ок. 1542), 2-й муж — сэр Донелл О’Брайен (ум. 1579), сына Коннора О’Брайена (ум. 1539), короля Томонда, и Анабеллы де Бург.
- Айне О’Брайен, 1-й муж Уильям О’Келли (ум. 1542), 2-й муж Джон Берк фиц Томас
- Ранелт МакМурроу О’Брайен
- неназванная дочь, муж- Коннор Крон О’Брайен
- Маргарет О’Брайен, 1-й муж — Ричард Сассанах Берк, 2-й граф Кланрикард (ум. 1582), 2-й муж — неизвестный представитель клана МакНамара, 3-й муж — Росс O’Лафлин.